# Connie Stevens

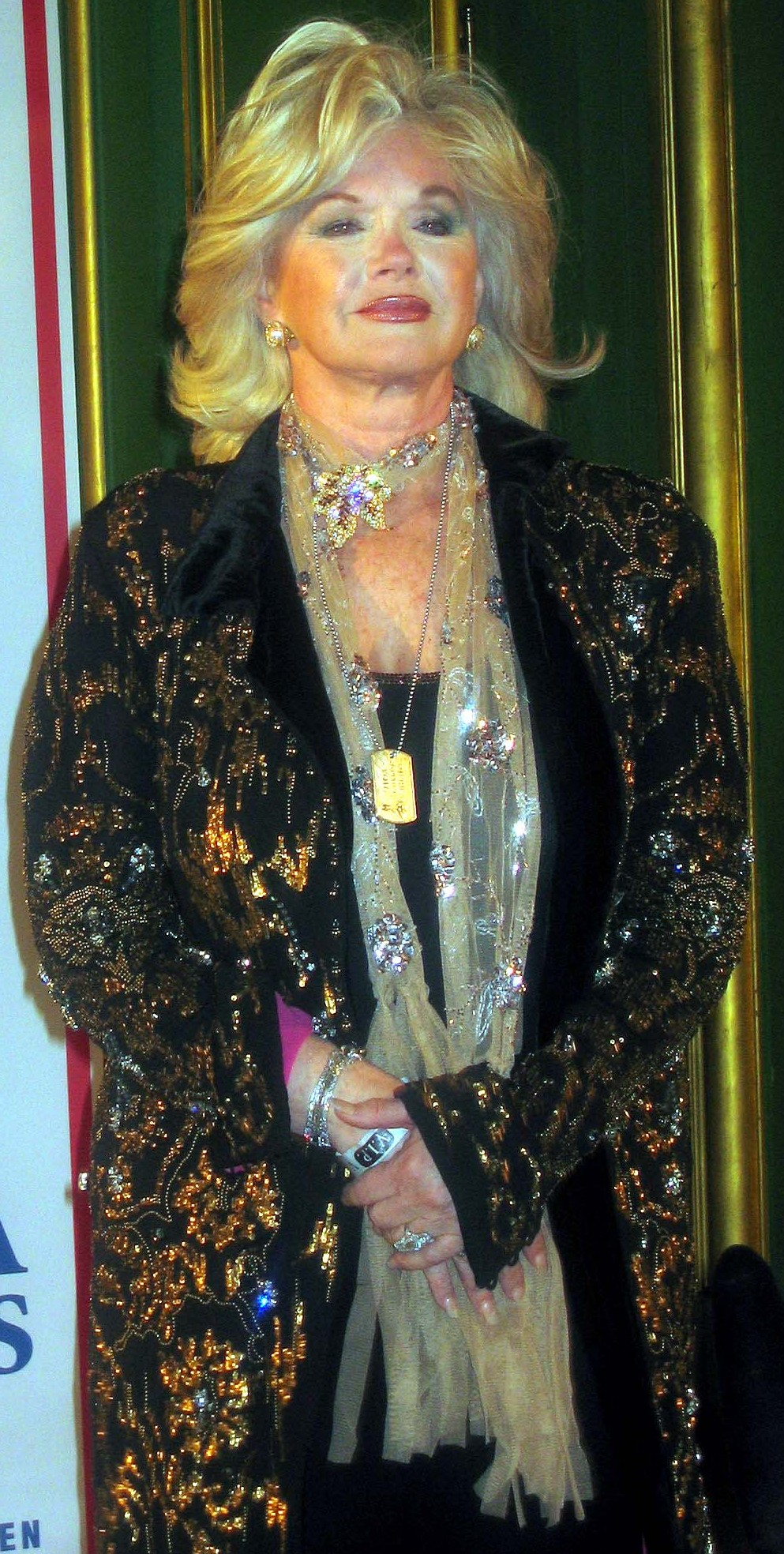
Connie Stevens (2005)

Connie Stevens (* 8. August 1938 als Concetta Rosalie Ann Ingolia in Brooklyn, New York) ist eine US-amerikanische Schauspielerin und Sängerin.

## Leben
Ihr Vater ist der Musiker Peter Ingolia, ihre Mutter die Sängerin Eleanor McGinley. Der Künstlername ihres Vaters war Teddy Stevens, dessen Künstler-Nachname wurde später von der Tochter übernommen. Ein jüngerer Halbbruder von ihr war der Schauspieler John Megna. Als sich ihre Eltern scheiden ließen, zog Connie zu ihren Großeltern. Im Alter von acht Jahren besuchte sie eine katholische Grundschule. Als Tochter einer musikalischen Familie interessierte sie sich früh für Gesang und gründete ein Quartett namens The Foremost. Die anderen drei Mitglieder wurden später unter dem Namen The Lettermen berühmt.
1953 zog Stevens mit ihrem Vater nach Los Angeles. Im darauf folgenden Jahr gründete sie eine weitere Gesangsgruppe, The three Debs. Sie besuchte eine professionelle Gesangsschule und trat im örtlichen Theater auf. Stevens begann auch in Filmen aufzutreten. Nachdem sie in vier B-Movies mitgespielt hatte, wurde sie von Jerry Lewis für den Film Der Babysitter entdeckt. Kurze Zeit später wurde sie von Warner Brothers unter Vertrag genommen. Sie ließ jedoch ihre Musikkarriere nicht ruhen und veröffentlichte 1958 ihr erstes Album Conchetta. Drei der darauf enthaltenen Songs wurden zu kleinen Hits.
In der Fernsehserie Hawaiian Eye spielte Stevens zwischen 1959 und 1963 eine der Hauptrollen als Cricket Blake. Mit zunehmendem Bekanntheitsgrad aus dem Fernsehen stieg auch ihr Erfolg als Sängerin. Ihren ersten hatte sie 1959 im Duett mit Edd Byrnes, dem Kookie in der Fernsehserie 77 Sunset Strip, mit dem sie den Titel Kookie, Kookie (Lend Me Your Comb) aufnahm, der in der Hitparade bis auf Platz 4 stieg. 1960 hatte sie ihren ersten Soloerfolg mit Sixteen Reasons, das Platz 3 der Hitparade erreichte. Bis 1965 erschienen noch mehrere Singles wie Too Young To Go Steady und Now That You've Gone, aber an den Erfolg mit ihren ersten beiden Platten konnte sie nicht wieder anknüpfen.
1966 stand sie als Partnerin von Jerry Lewis für die Komödie Das Mondkalb vor der Kamera. Insgesamt stand Stevens für über 70 Film- und Fernsehproduktionen vor der Kamera. Zu ihren nennenswerten Auftritten nach den 1960er-Jahren gehören die attraktive Lehrerin Miss Mason im Musical Grease 2 (1982) sowie eine Hauptrolle in der Fernsehserie Starting from Scratch neben Bill Daily.
1963 heiratete sie den Schauspieler James Stacy. Sie ließen sich 1967 wieder scheiden. Im selben Jahr heiratete sie den Sänger Eddie Fisher, doch auch diese Ehe hielt nicht lange; sie wurde bereits 1969 wieder geschieden. Connie Stevens ist die Mutter der Schauspielerinnen Joely Fisher und Tricia Leigh Fisher. 1994 nahm sie mit ihnen zusammen die Platte Radition: A Family at Christmas auf.

## Filmografie (Auswahl)
- 1958: Der Babysitter (Rock-A-Bye Baby)
- 1958–1960: 77 Sunset Strip (Fernsehserie, 4 Folgen)
- 1959–1963: Hawaiian Eye (Fernsehserie, 119 Folgen)
- 1959: Maverick (Fernsehserie, 1 Folge)
- 1961: Sein Name war Parrish (Parrish)
- 1961: Susan Slade
- 1963: Palm Springs Weekend
- 1964–1965: Wendy and Me (Fernsehserie, 34 Folgen)
- 1965: Das Testament des Magiers (Two on a Guillotine)
- 1966: Das Mondkalb (Way… Way Out!)
- 1971: Die Grissom Bande (The Grissom Gang)
- 1977: Die Muppet Show (The Muppet Show, Fernsehserie, eine Folge)
- 1978: Sgt. Pepper’s Lonely Hearts Club Band
- 1978–1982: Fantasy Island (Fernsehserie, 3 Folgen)
- 1978–1987: Love Boat (The Love Boat; Fernsehserie, 8 Folgen)
- 1982: Grease 2
- 1983: Hotel (Fernsehserie, Folge 1-03)
- 1985–1990: Mord ist ihr Hobby (Murder, She Wrote; Fernsehserie, 2 Folgen)
- 1988: Tapeheads – Verrückt auf Video (Tapeheads)
- 1996: Baywatch – Die Rettungsschwimmer von Malibu (Baywatch; Fernsehserie, 1 Folge)
- 1996: Liebe und andere … (Love Is All There Is)
- 2003: Returning Mickey Stern
- 2004: Meine wilden Töchter (8 Simple Rules; Fernsehserie, 2 Folgen)
- 2009: Double Duty
- 2018: By the Rivers of Babylon

## Auszeichnungen
- 1998: Stern auf dem Hollywood Walk of Fame, 6249 Hollywood Boulevard